# Grosourdya
Grosourdya es un género de orquídeas originarias de Indochina hasta Malasia. Contiene once especies.

## Taxonomía
El género fue descrito por Heinrich Gustav Reichenbach y publicado en Botanische Zeitung (Berlin) 22: 297. 1864.

## Especies
- Grosourdya appendiculata (Blume) Rchb.f., Xenia Orchid. 2: 123 (1868)
- Grosourdya bicornuta J.J.Wood & A.L.Lamb, Malesian Orchid J. 5: 58 (2010)
- Grosourdya callifera Seidenf., Opera Bot. 95: 320 (1988)
- Grosourdya incurvicalcar (J.J.Sm.) Garay, Bot. Mus. Leafl. 23: 181 (1972)
- Grosourdya minutiflora (Ridl.) Garay, Bot. Mus. Leafl. 23: 181 (1972)
- Grosourdya muscosa (Rolfe) Garay, Bot. Mus. Leafl. 23: 181 (1972)
- Grosourdya pulvinifera (Schltr.) Garay, Bot. Mus. Leafl. 23: 181 (1972)
- Grosourdya quinquelobata (Schltr.) Garay, Bot. Mus. Leafl. 23: 181 (1972)
- Grosourdya tripercus (Ames) Garay, Bot. Mus. Leafl. 23: 181 (1972)
- Grosourdya urunensis J.J.Wood, C.L.Chan & A.L.Lamb, Malesian Orchid J. 8: 13 (2011)
- Grosourdya zollingeri (Rchb.f.) Rchb.f., Xenia Orchid. 2: 123 (1868)